# Henry Saint John, 1:e viscount Bolingbroke

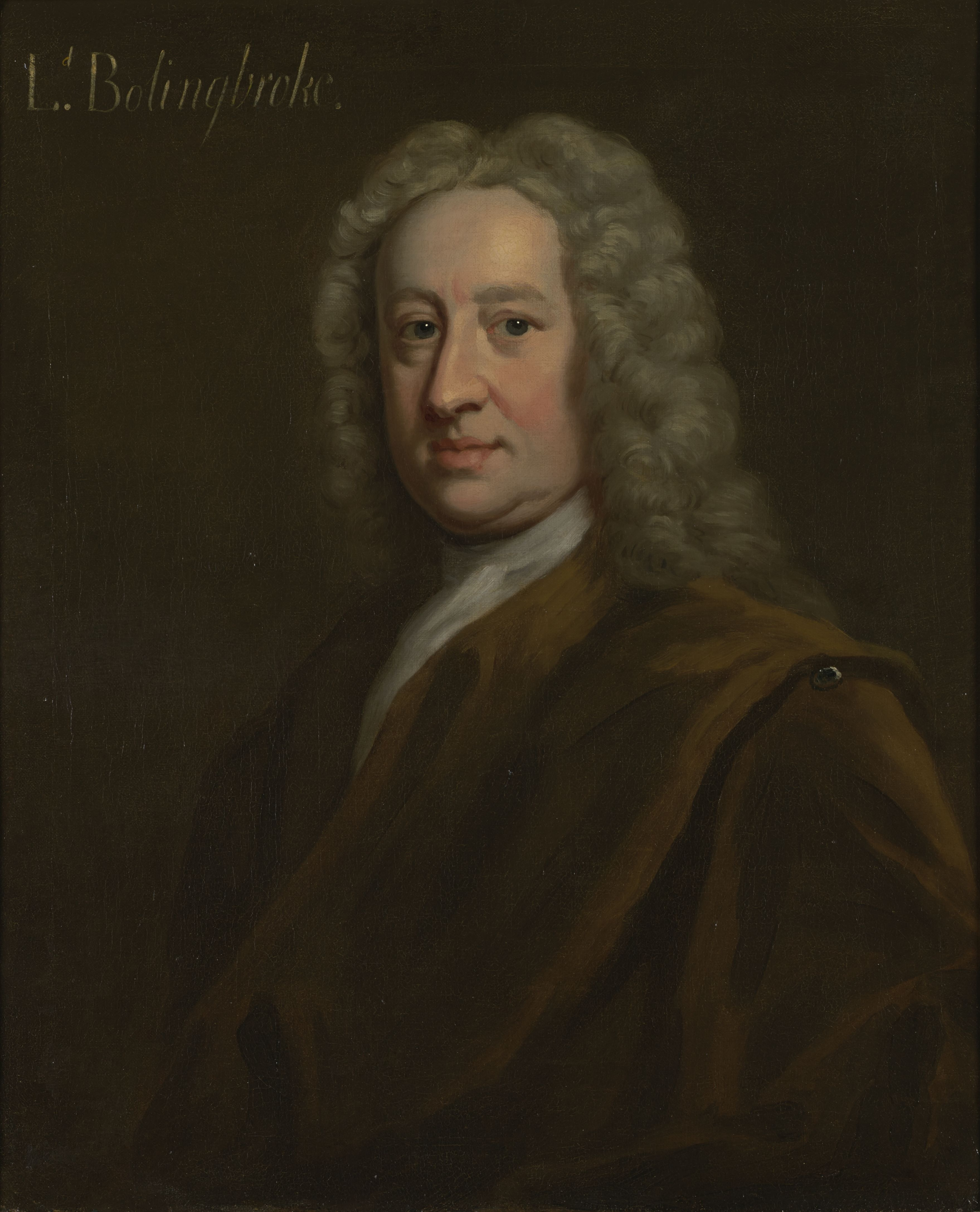
Henry Saint John, 1:e viscount Bolingbroke.

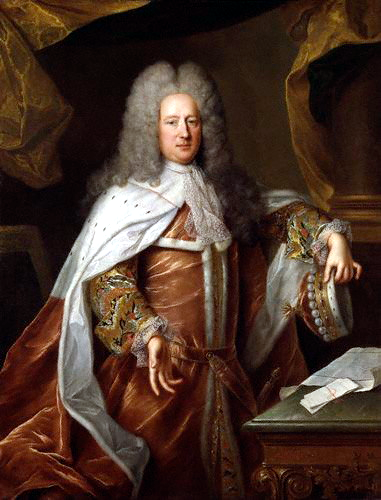
Henry Saint John, 1:e viscount Bolingbroke.

Henry Saint John, 1:e viscount Bolingbroke, född den 16 september 1678 i Battersea i Surrey, död där den 12 december 1751, var en brittisk statsman. Han var dotterson till Oliver Saint John.
Saint John tillhörde på fädernet en yngre ättegren än morfadern, gjorde sig som ung man känd både genom sin glänsande begåvning och genom sitt hejdlöst utsvävande levnadssätt. Han fick 1701 plats i underhuset för en familjen tillhörig valkrets, anslöt sig där till Harley och torypartiets moderata flygel och vann hastigt genom sin vältalighet och stora skicklighet i intriger en framstående ställning. 
Samtidigt med att Harley 1704 blev utrikesminister, blev Saint John krigsminister och beskyddades som sådan av den mäktige fältherren Marlborough. Liksom Harley utträngdes Saint John 1708 ur ministären, och de intrigerade därefter gemensamt i syfte att undergräva makarna Marlboroughs inflytande vid hovet och göra slut på whiglordernas inflytande, varvid Saint John hade god hjälp av drottningens hovdam Abigail Masham. 
Folket hade börjat bli trött på det långvariga kriget, och den med whigpartiet samverkande ledande ministern Godolphins inskridande mot den politiserande prästen Sacheverell bidrog även att göra ministären impopulär och underlätta Saint Johns strävanden. Dessa omständigheter möjliggjorde för drottning Anna att 1710 låta Harley grundligt ombilda ministären, varvid Saint John blev utrikesminister. Då Harley 1711 upphöjdes till pär (som earl av Oxford och earl Mortimer), blev Saint John efter honom underhusets ledare. 
Han inledde redan 1710 genom abbé Gaultier hemliga förhandlingar med Frankrike, vilka hösten 1711 ledde till en preliminär, tills vidare hemlighållen, överenskommelse. Han väckte genom sitt svekfulla övergivande av de allierades sak mycken harm bland dem, men fullföljde obekymrad därav sin franskvänliga politik, beordrade (maj 1712) Marlboroughs efterträdare som engelska arméns överbefälhavare, Ormonde, att inte längre anfalla fransmännen, och oppositionen i överhuset gjordes maktlös genom utnämningen av tolv trogna anhängare av regeringspolitiken till pärer. 
Själv hade Saint John som viscount Bolingbroke juli 1712 tagit säte i överhuset. Formligt stillestånd mellan England och Frankrike ingicks augusti samma år, och den 6 april 1713 slöts freden i Utrecht mellan Frankrike och samtliga de allierade utom kejsaren. Ministären var vid denna tid betydligt försvagad genom växande oenighet mellan dess båda ledande män, Oxford och Saint John. 
Bägge stod de i hemliga förbindelser med den stuartske pretendenten, därtill förmådda av övertygelsen om, att huset Hannovers tronbestigning skulle betyda regeringsmaktens omedelbara övergång till whigpartiet. Saint John gick längre än Oxford i dessa intriger, utan att man dock kan veta, om han på allvar önskade en stuartsk tronföljd, allraminst sedan pretendenten avvisat varje tanke på att genom avsvärjande av katolicismen för sig jämna vägen till tronen. 
Saint Johns inre politik blev på sista tiden alltmer reaktionärt toryistisk; 1712 hade han genomdrivit en stämpelskatt på tidningar i syfte att skada oppositionspressen, och 1714 följde Schism act, som krävde biskoplig licens för tillträde till skollärarsyssla och därmed utestängde dissenters från folkundervisningen. Konflikten mellan Oxford och Saint John ledde den 27 juli 1714 till den förres nödtvungna avgång; Saint John var nu allrådande, men drottning Annas plötsliga frånfälle fem dagar senare (den 1 augusti) bröt med ens hans maktställning. 
Georg I kunde utan motstånd bestiga tronen, och Saint John erhöll omedelbart sitt avsked. Walpoles förberedelser för anställande av räfst i fråga om fredsunderhandlingarna med Frankrike förmådde Saint John att (den 28 mars 1715) fly till Frankrike. Han ställdes därpå frånvarande inför riksrätt och förklarades hösten samma år i rikets akt. 
I Frankrike blev Saint John (juli 1715) pretendenten Jakob Edvards statssekreterare och bemödade sig som sådan bland annat om att vinna Karl XII för väpnat svenskt understöd åt en Stuartsk resning i Skottland. Det överilade resningsförsöket i Skottland samma år hade han avrått, och vid pretendentens återkomst till Frankrike blev Saint John 1716 avskedad. Han närmade sig nu försiktigt engelska regeringen och avsvor sig (i mars samma år) formligen pretendentens sak, men först 1723 lyckades han (genom köpt förmedling av kung Georgs älskarinna, hertiginnan av Kendal) få tillstånd att återvända till hemlandet. 
Från sitt lantgods Dawley invid Uxbridge ledde han under de följande åren en lång rad politiska intriger mot Walpole, därvid särskilt samverkande med de missnöjda whigpolitiker, som samlades kring Walpoles forne förtrogne, Pulteney. I tidskriften "The craftsman" skrev han häftiga artiklar mot Walpoles politik, och i underhuset var torypolitikern sir William Wyndham hans språkrör. 
År 1735 nödgades han åter för några år bosätta sig i Frankrike, men han återkom på ett längre besök 1738 och anknöt då förbindelse med tronföljaren, prins Fredrik av Wales, som han hyllade i sin berömda skrift The idea of a patriot king. Först 1744 bosatte han sig på nytt för beständigt i England; under sina sista levnadsår sysslade han mycket med filosofiska studier. 
Saint John var förtrogen vän med Swift och Pope samt underhöll även litterära förbindelser med Voltaire. Som filosof var han en tämligen ytlig deist, i sin frivola ton föregångare till Voltaire och encyklopedisterna. Genom sina angrepp på partiväsendet (till exempel i A dissertation upon parties) och sitt starka framhävande av den personliga kungamakten i The idea of a patriot king förebådade han på visst sätt Benjamin Disraelis torydemokratiska åskådning. 
Själv var han som människa och politiker genomgående omoralisk; han tvekade lika litet att, trots att han var fritänkare och libertin, gå högkyrklighetens ärenden som att för personliga och partisyften offra rikets intressen utåt. Sin största berömmelse har han fått som politisk vältalare, och ett oratoriskt drag genomgår även alla hans skrifter. Saint Johns Collected works utgavs 1754 i 5 band av David Mallet (ny upplaga i 8 band 1809), hans Correspondence av Gilbert Parke 1798.